# Råneälven
Der Råneälven (auch Råne älv, Radnejokk oder samisch Rávnaädno, finnisch Raunajoki) ist ein Fluss in Norrbottens län im äußersten Norden Schwedens.
Der 210 km lange Fluss hat seinen Ursprung im See Radnejaure (auch Råne träsk oder Råneträsket) 25 Kilometer südlich von Gällivare. Er fließt in überwiegend südlicher Richtung und mündet südlich von Råneå in die Bucht Rånefjärden des Bottnischen Meerbusens der Ostsee. Das Einzugsgebiet umfasst 4207,3 km².
Bis in die 1950er Jahre wurde der Fluss zur Flößerei benutzt. In den 1980er-Jahren gab es Projekte zum Bau mehrerer Wasserkraftwerke am Fluss, deren Umsetzung wurde jedoch 1990 aus Naturschutzgründen vorerst ausgeschlossen (der Råneälven ist neben Byskeälven, Lögdeälven, Moälven, Öreälven und Vapstälven  im Einzugsgebiet der Vefsna einer der kleineren schwedischen Flüsse, auf deren gesamter Länge der Ausbau der Wasserkraft nicht zugelassen ist).